# Gregor Stein
Gregor Stein (* 29. Januar 1989 in Freiburg im Breisgau) ist ein deutsch-österreichischer Eishockeyspieler, der seit der Saison 2016/17 beim ERC Sonthofen in der Eishockey-Oberliga unter Vertrag steht.

## Karriere
Stein begann seine Karriere in der U20-Mannschaft des Wiener Eislöwen-Verein, für die er in seiner ersten Saison vier Spiele absolvierte. Während der Spielzeit 2004/05 stand er erstmals im Kader der Seniorenmannschaft, mit der er fortan in der zweithöchsten österreichischen Eishockeyliga, der Nationalliga, spielte. Im Sommer 2005 kehrte der Abwehrspieler zurück in seine Heimatstadt Freiburg. Dort lief Stein zunächst für die Juniorenmannschaft des EHC Freiburg auf, ehe er mit der Profimannschaft in der Saison 2005/06 am Spielbetrieb der 2. Bundesliga teilnahm. Dort kam der Linksschütze auf insgesamt 21 Einsätze, in denen er keinen Scorerpunkt erzielen konnte.
Des Weiteren spielte Gregor Stein in derselben Spielzeit für die zweite Mannschaft des EHC Freiburg in der Regionalliga sowie mit dem Nachwuchsteam in der Junioren-Bundesliga. Durch die guten Leistungen, die der Verteidiger in den verschiedenen Mannschaften zeigte, bekam der damals 17-jährige ein Vertragsangebot der Eisbären Berlin, welches er schließlich annahm und im Jahr 2006 in die Deutsche Eishockey Liga wechselte. Die Verantwortlichen der Eisbären setzten den gelernten Verteidiger allerdings zunächst nur in deren Nachwuchsteam, den Eisbären Juniors Berlin, in der Oberliga ein. Im Sommer 2009 schloss er sich dem Viertligisten Blue Lions Leipzig an, bevor er ein Jahr später zu den Saale Bulls Halle wechselte.
Im Sommer 2011 entschloss er sich zu einer Rückkehr nach Österreich und wurde vom Nationalligisten ATSE Graz verpflichtet. Ab Januar 2012 stand Gregor Stein bei den Dresdner Eislöwen unter Vertrag und absolvierte während der Saison 2012/13 mit einer Förderlizenz einige Spiele für die Wild Boys Chemnitz.
Im August 2013 wurde er von den Kassel Huskies verpflichtet. Zur Saison 2014/2015 wechselte er zum ESV Kaufbeuren.

## Karrierestatistik
(Legende zur Spielerstatistik: Sp oder GP = absolvierte Spiele; T oder G = erzielte Tore; V oder A = erzielte Assists; Pkt oder Pts = erzielte Scorerpunkte; SM oder PIM = erhaltene Strafminuten; +/− = Plus/Minus-Bilanz; PP = erzielte Überzahltore; SH = erzielte Unterzahltore; GW = erzielte Siegtore; 1 Play-downs/Relegation; Kursiv: Statistik nicht vollständig)